# Jobst Bürgi
Jobst Bürgi vagy Joost Bürgi (Svájc, Lichtensteig, 1552. február 28. – Hessen-Kassel, Kassel, 1632. január 31.) svájci matematikus, órásmester, éggömbök és csillagászati műszerek készítője. Ő állította össze az első logaritmustáblázatot 1603-1611-ig, ám csak 9 évvel később publikálta, így John Napier skót matematikus 1614-ben kiadott táblázata vált előbb ismertté. Nagy szerepe volt a prosthaphaeresis módszerének kidolgozásában is, mely szögfüggvények szorzatának becslésére szolgál trigonometrikus azonosságok felhasználásával, és a csillagászati számítások meggyorsítására használták. A logaritmus megjelenése előtt ez volt a szorzatok becslésének egyetlen ismert módja.

## Emlékezete
Bürgi nevét viseli a Byrgius-kráter a Holdon.